# Jean-Louis Adam
Pour les articles homonymes, voir Louis Adam (militant) et Adam (homonymie).
Œuvres principales
- Méthode ou principe général du doigté pour le pianoforte (1798)
- Méthode nouvelle pour le piano (1802)

Jean-Louis Adam est un compositeur français, professeur de musique et pianiste virtuose, né le 3 décembre 1758 à Muttersholtz et mort le 8 avril 1848 à Paris. Il est le père du peintre lithographe Victor Adam et du compositeur Adolphe Adam.

## Biographie
Né en Alsace, sous le prénom de Johann Ludwig (francisé par la suite en Jean-Louis), il est le fils de Mathias Adam et Marie-Dorothée Meyer. Il se rend à Paris pour étudier le piano et le clavecin avec Jean-Frédéric Edelmann. Nommé à son tour professeur de pianoforte au Conservatoire de Paris en 1797, il y enseignera près d'un demi-siècle, ne prenant sa retraite qu'en 1842 (à 84 ans). Il a pour élèves Friedrich Kalkbrenner et Ferdinand Hérold.
En plus d'être un pianiste virtuose, il compose de nombreuses pièces pour cet instrument, particulièrement appréciées en leur temps, notamment ses variations sur Le Bon Roi Dagobert. Il est aussi l'auteur d'ouvrages théoriques sur le piano : Méthode ou principe général du doigté pour le pianoforte (1798) avec Ludwig Wetzel Lachnith et Méthode nouvelle pour le piano (1802). En 1804, il publie  une Méthode de piano du Conservatoire, qui aura une grande influence  et contribuera à l'essor de la technique du piano dans la capitale.
Jean-Louis Adam s'est marié trois fois[réf. nécessaire]. Sa deuxième épouse était la sœur du comte de Louvois[Qui ?] ; le couple eut une fille, Sophie, mariée plus tard au colonel Genot[Qui ?]. Après sa séparation, Adam se remaria à Élisabeth-Charlotte-Jeanne (dite Élisa) Coste, fille d'un médecin. Le couple eut deux garçons : Adolphe-Charles (1803) (futur compositeur populaire, auteur notamment du ballet "Giselle", de l'opéra-comique "Le Postillon de Lonjumeau" et du cantique de Noël "Minuit, Chrétiens") et Alphonse-Hippolyte (1808).